# 4033 Yatsugatake
4033 Yatsugatake је астероид главног астероидног појаса са средњом удаљеношћу од Сунца која износи 2,239 астрономских јединица (АЈ).
Апсолутна магнитуда астероида је 13,7.